# Escopina
Escopina es un alcaloide tropánico encontrado en una variedad de plantas, incluyendo la raíz de Mandragora, Senecio mikanoides (Delairea odorata), Scopolia carniolica, y Scopolia lurida.
Escopina se pueden preparar por la hidrólisis de la escopolamina.